# کلودیو دلا پنا
کلودیو دلا پنا (انگلیسی: Claudio Della Penna؛ زادهٔ ۱۲ مهٔ ۱۹۸۹) بازیکن فوتبال اهل ایتالیا است.
از باشگاه‌هایی که در آن بازی کرده‌است می‌توان به باشگاه فوتبال آ.اس. رم، باشگاه فوتبال پیستویزه، و باشگاه فوتبال ترنانا اشاره کرد.
وی همچنین در تیم‌های ملی فوتبال بازی کرده‌است.